# Zamek Wallensteina w Jiczynie
Zamek Wallensteina w Jiczynie – zabytkowy zamek w czeskim mieście Jiczyn.
W przeszłości w Jičínie były dwa zamki po wschodniej i zachodniej stronie miasta. Dom na rogu ulicy Smiřických i rynku stał się podstawą pierwotnej rezydencji feudalnej wybudowanej na początku XVI w. Około 1580 powstały zalążki przyszłego zamku. W 1607 obiekt przeszedł w ręce rodziny Smiřickich. Zikmund Smiřický powiększył i w 1608 przekształcił zamek w pałac, który został poważnie uszkodzony w 1620. Budowa nowego zamku Albrechta von Wallensteina trwała w latach w 1625-1633. Głównymi budowniczymi byli Andrea Spezza (1580-1628) i Nicolò Sebregondi przy udziale architekta Giovanniego Pieroni. Pierwsze zniszczenie zamku przyniósł pożar miasta w 1681, kiedy to spłonęło pierwsze i drugie piętro. Następnie w 1768 wybuchł kolejny pożar, po którym zamek został odbudowany około 1775 i stracił większość swojego pierwotnego kształtu. Kolejną zmianę przyniósł pożar w 1809. Ostatnimi posiadaczami zamku była rodzina von Trauttmansdorff, która w latach 30. XIX w. ofiarowała obiekt miastu.

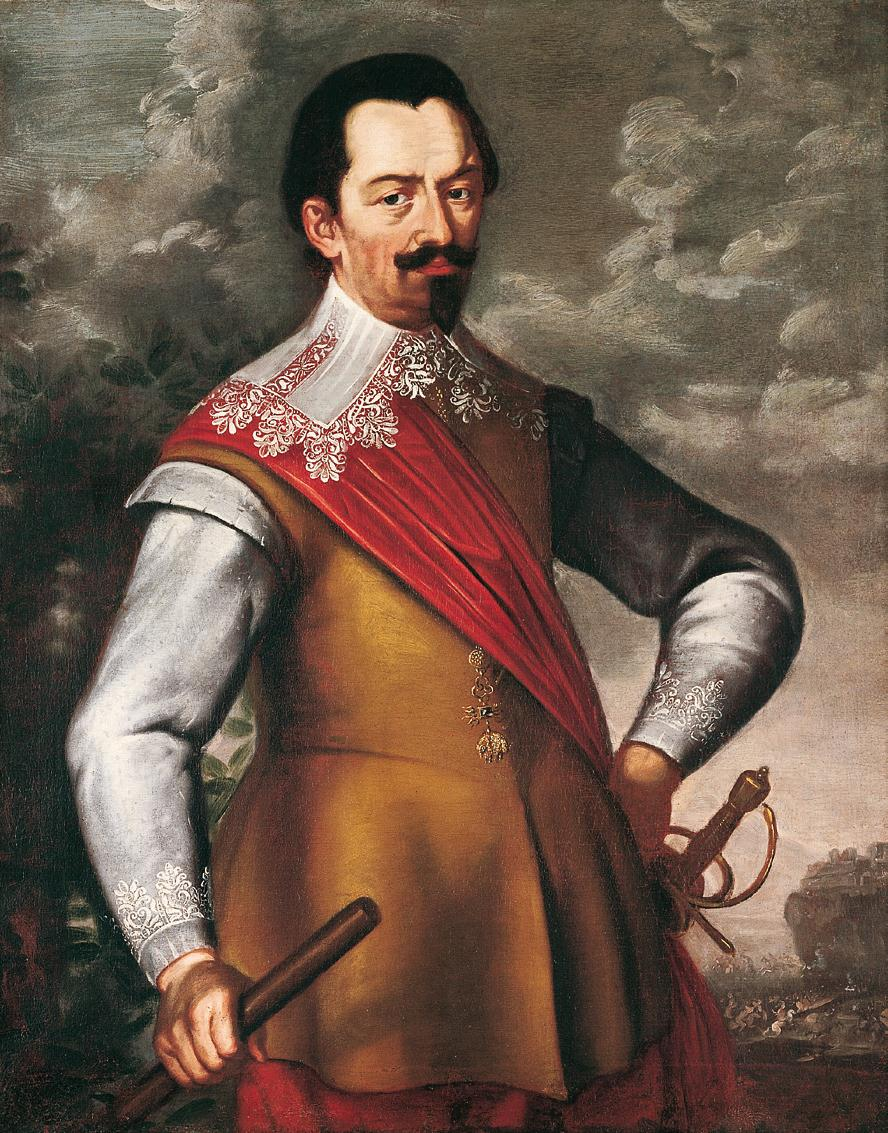
Albrecht von Wallenstein
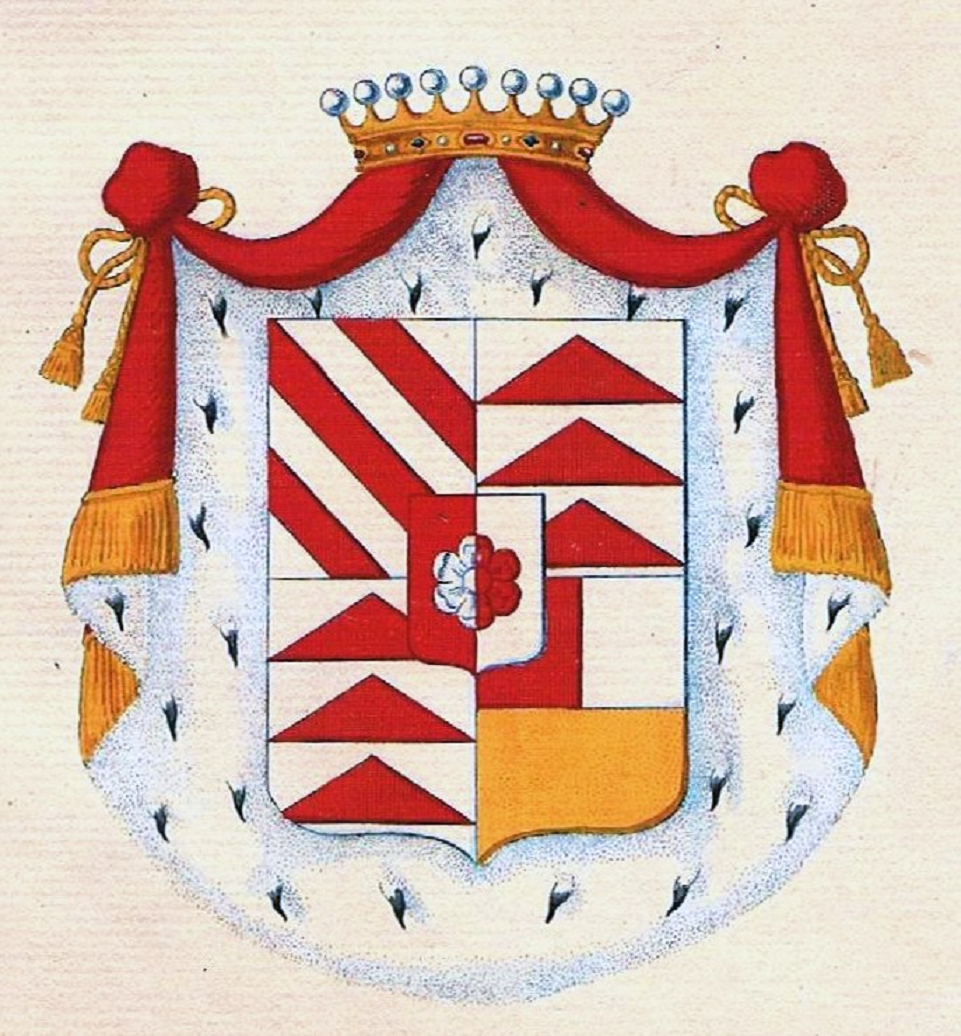
Herb Ferdynanda Trauttmansdorff